# 皮穆瓦松
皮穆瓦松（法語：Puimoisson，法語發音：[pɥimwasɔ̃]）是法国上普罗旺斯阿尔卑斯省的一个市镇，位于该省南部，属于迪涅莱班区。

## 地理
皮穆瓦松（43°51'46"N, 6°7'38"E）面积35.44 平方千米，位于法国普罗旺斯-阿尔卑斯-蓝色海岸大区上普罗旺斯阿尔卑斯省，该省份为法国东南部内陆省份，北起上阿尔卑斯省，西接沃克吕兹省，西北接德龙省，南至瓦尔省，东临滨海阿尔卑斯省，东北部与意大利接壤。
与皮穆瓦松接壤的市镇（或旧市镇、城区）包括：布拉达斯、布吕内、穆斯捷圣玛丽、里耶兹、鲁穆勒、圣于连达斯、圣瑞尔。

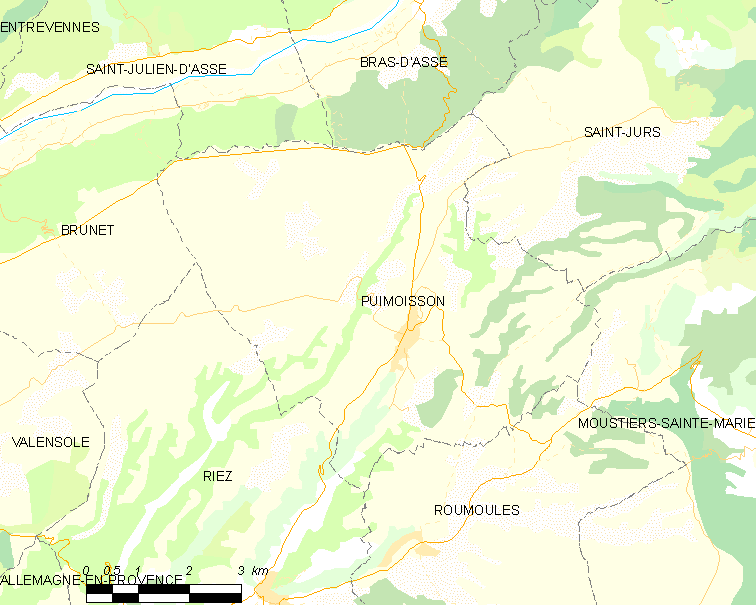
皮穆瓦松的OSM定位图

皮穆瓦松的时区为UTC+01:00、UTC+02:00（夏令时）。

## 行政
皮穆瓦松的邮政编码为04410，INSEE市镇编码为04157。

## 政治
皮穆瓦松所属的省级选区为里耶兹县。

## 人口

1962-2008年间皮穆瓦松人口变化图示

皮穆瓦松于2022年1月1日时的人口数量为666人。

## 交通
上普罗旺斯阿尔卑斯省省道D56线、D108线和D953线在皮穆瓦松交汇，省道D8线则从北侧过境。